# Gonomyia megarhopala
Gonomyia megarhopala är en tvåvingeart som beskrevs av Alexander 1946. Gonomyia megarhopala ingår i släktet Gonomyia och familjen småharkrankar. Inga underarter finns listade i Catalogue of Life.